# U-17-Afrika-Cup
Der U-17-Fußball-Afrika-Cup (englisch African U-17 Championship) oder auch Junioren-Afrika-Cup ist ein Fußballturnier zwischen den besten Mannschaften Afrikas für männliche Fußballspieler unter 17 Jahren. Er findet alle zwei Jahre statt und dient gleichzeitig als Qualifikationsturnier für die U-17-Fußball-Weltmeisterschaft, wobei sich jeweils die besten vier Teams für die WM qualifizieren. Das Turnier wird von der Confédération Africaine de Football (CAF) organisiert.
Bis 1993 diente das Turnier ausschließlich als Qualifikation für die U-16/17-Weltmeisterschaft und wurde im K.-o.-System mit Hin- und Rückspiel ausgetragen. Ein Turniersieger wurde nicht ermittelt. Seit 1991 folgt auf eine Qualifikationsrunde ein Turnier der besten acht Mannschaften um den Titel des Afrikameisters der Junioren U-17 in einem ausgewählten Land.

## Die Turniere im Überblick
| Nur WM-Qualifikation (bis 1989 U-16), es wurde kein Turniersieger ausgespielt. |                            |                            |                            |
| Jahr                                                                           | Qualifizierte Mannschaften | Qualifizierte Mannschaften | Qualifizierte Mannschaften |
| 1985 Details                                                                   | Nigeria                    | Guinea                     | VR Kongo                   |
| 1987 Details                                                                   | Ägypten                    | Nigeria                    | Elfenbeinküste             |
| 1989 Details                                                                   | Guinea                     | Nigeria                    | Ghana                      |
| 1991 Details                                                                   | Republik Kongo             | Sudan                      | Ghana                      |
| 1993 Details                                                                   | Nigeria                    | Ghana                      | Tunesien                   |

| U-17-Afrika-Cup | U-17-Afrika-Cup | U-17-Afrika-Cup                      | U-17-Afrika-Cup                      | U-17-Afrika-Cup                      | U-17-Afrika-Cup                      | U-17-Afrika-Cup                      | U-17-Afrika-Cup                      |
| Jahr            | Gastgeber       | Finale                               | Finale                               | Finale                               | Spiel um Platz drei                  | Spiel um Platz drei                  | Spiel um Platz drei                  |
| Jahr            | Gastgeber       | Sieger                               | Ergebnis                             | 2. Platz                             | 3. Platz                             | Ergebnis                             | 4. Platz                             |
| --------------- | --------------- | ------------------------------------ | ------------------------------------ | ------------------------------------ | ------------------------------------ | ------------------------------------ | ------------------------------------ |
| 1995 Details    | Mali            | Ghana                                | 3:1 n. V.                            | Nigeria                              | Guinea                               | 2:1 n. V.                            | Mali                                 |
| 1997 Details    | Botswana        | Ägypten                              | 1:0                                  | Mali                                 | Ghana                                | 1:0                                  | Äthiopien                            |
| 1999 Details    | Guinea          | Ghana                                | 3:1                                  | Burkina Faso                         | Mali                                 | 1:0                                  | Kamerun                              |
| 2001 Details    | Seychellen      | Nigeria                              | 3:0                                  | Burkina Faso                         | Mali                                 | [ A 1 ]                              |                                      |
| 2003 Details    | Swasiland       | Kamerun                              | 1:0 n. V.                            | Sierra Leone                         | Nigeria                              | 3:1                                  | Ägypten                              |
| 2005 Details    | Gambia          | Gambia                               | 1:0                                  | Ghana                                | Elfenbeinküste                       | 1:0                                  | Südafrika                            |
| 2007 Details    | Togo            | Nigeria                              | 1:0 n. V.                            | Togo                                 | Ghana                                | 1:0                                  | Tunesien                             |
| 2009 Details    | Algerien        | Gambia                               | 3:1                                  | Algerien                             | Burkina Faso                         | 2:0                                  | Malawi                               |
| 2011 Details    | Ruanda          | Burkina Faso                         | 2:1                                  | Ruanda                               | Republik Kongo                       | 2:1                                  | Elfenbeinküste                       |
| 2013 Details    | Marokko         | Elfenbeinküste                       | 1:1 5:4 n. E.                        | Nigeria                              | Tunesien                             | 1:1 11:10 n. E.                      | Marokko                              |
| 2015 Details    | Niger           | Mali                                 | 2:0                                  | Südafrika                            | Guinea                               | 3:1                                  | Nigeria                              |
| 2017 Details    | Gabun           | Mali                                 | 1:0                                  | Ghana                                | Guinea                               | 3:1                                  | Niger                                |
| 2019 Details    | Tansania        | Kamerun                              | 0:0 5:3 i. E.                        | Guinea                               | Angola                               | 2:1                                  | Nigeria                              |
| 2021 Details    | Marokko         | Wegen der COVID-19-Pandemie abgesagt | Wegen der COVID-19-Pandemie abgesagt | Wegen der COVID-19-Pandemie abgesagt | Wegen der COVID-19-Pandemie abgesagt | Wegen der COVID-19-Pandemie abgesagt | Wegen der COVID-19-Pandemie abgesagt |
| 2023 Details    | Algerien        | Senegal                              | 2:1                                  | Marokko                              | Burkina Faso                         | 2:1                                  | Mali                                 |
| 2025 Details    | Marokko         | Marokko                              | 0:0 4:2 i. E.                        | Mali                                 | Elfenbeinküste                       | 1:1 4:1 i. E.                        | Burkina Faso                         |
| 1.              |                 |                                      |                                      |                                      |                                      |                                      |                                      |

### Rangliste der Sieger
| Rang | Land           | Titel | Jahr(e)    |
| ---- | -------------- | ----- | ---------- |
| 1    | Ghana          | 2     | 1995, 1999 |
|      | Gambia         | 2     | 2005, 2009 |
|      | Nigeria        | 2     | 2001, 2007 |
|      | Mali           | 2     | 2015, 2017 |
|      | Kamerun        | 2     | 2003, 2019 |
| 2    | Burkina Faso   | 1     | 2011       |
|      | Ägypten        | 1     | 1997       |
|      | Elfenbeinküste | 1     | 2013       |
|      | Senegal        | 1     | 2023       |
|      | Marokko        | 1     | 2025       |